# Twierdzenie Furry’ego
Twierdzenie Furry'ego – twierdzenie dotyczące diagramów Feynmana w elektrodynamice kwantowej. Mówi ono, że diagramy, w których występują pętle fermionowe z nieparzystą liczbą wierzchołków oddziaływania dają efektywnie zerowy wkład do wszelkich możliwych amplitud.

## Dowód
Dowód oparty jest na spostrzeżeniu, że z każdym diagramem, który posiada pętlę fermionową stowarzyszony jest inny diagram, który ma dokładnie taką samą budowę, ale prąd fermionowy w pętli płynie w przeciwnym kierunku. Dość prostym rachunkiem można pokazać, że jeśli pętla posiada nieparzystą liczbę wierzchołków to odpowiadające tym diagramom wyrażenia są dokładnie przeciwne do siebie. Rachunek ten jest oparty na spostrzeżeniu, że ślad z iloczynu nieparzystej liczby macierzy γμ jest równy zero.

## Przykład
Graficznie twierdzenie oznacza, że prawdziwa jest np. następująca zależność

## Konsekwencje fizyczne
Z twierdzenia Furry'ego wynika, że niemożliwy jest np. proces zniknięcia fotonu. Proces taki byłby bowiem w najniższym rzędzie rachunku zaburzeń opisany następującym diagramem
a ten na mocy twierdzenia daje zerowy wkład do amplitudy prawdopodobieństwa.

## Praktyczne zastosowanie
Twierdzenie Furry'ego w praktyce zmniejsza liczbę diagramów jakie należy rozważać przy obliczaniu amplitud przejścia. Można np. pominąć wszystkie tzw. diagramy kijankowe.